# Piscina Goffredo Nannini
La piscina comunale Goffredo Nannini è un impianto sportivo di Firenze.